# Tikrit
Tikrit, Takrit o Tekrit (àrab: تكريت, Tikrīt) és una ciutat de l'Iraq, uns 140 km al nord-oest de Bagdad al Tigris. La ciutat, amb una població aproximada de 260.000 habitants (2002) és el centre administratiu de la Governació de Salah ad-Din.

## Història

### Antiguitat
Com a fort a la riba del Tigris (en accadi, Idiqlat), la ciutat s'esmenta per primer cop en una crònica assíria com a refugi per al rei babilònic Nabopolassar durant el seu atac contra la ciutat d'Assur el 615 aC. Es sospita també que el nom s'esmenta a una tauleta de Nabucodonosor II. La primera menció segura és la de Claudi Ptolemeu que l'anomena Birtha (Tikrit s'identifica normalment amb l'assentament hel·lenístic anomenat Birtha. Ammià Marcel·lí l'anomena Virta. El turó de la ciutadella encara avui en dia s'anomena Burtha. A la literatura siríaca s'anomena Taghrith i al segle IV era la seu d'un bisbat jacobita que va existir fins al 1115 (llavos la seu fou unida a Mossul). Amb el nom de Tagrit o Taghrith fou la seu del "mafrià· (Maphrian) dels monofisites, el segon en rang del patriarcat siríac ortodox d'Antioquia. Els autors àrabs atribueixen la seva fundació al rei sassànida Sapor I fill d'Ardashir i hauria agafat el nom d'una dona cristiana (Takrit bint Wail).

### Edat mitjana
A l'època de la conquesta musulmana hi vivia la tribu àrab dels Iyad; els soldats iyads de la guarnició persa van afavorir secretament la conquesta musulmana; el primer cop que fou ocupada fou el 637, obra d'Abd Allah ibn al-Mutamm enviat per Sad ibn Abi-Waqqàs; el domini fou efímer i el 642 la ciutat es rendia per tractat que la tradició atribueix a Nussayr ibn Dàysam o al seu lloctinent Uqba ibn Farkhad, o bé a Masud ibn Hurayth ibn al-Abdjar. Aquest hauria estat el primer governador musulmà i el constructor de la primera mesquita.
Fins al segle X forma part de la província de la Djazira però després passa a ser considerada part de l'Iraq Arabí. En aquestos primers segles era una població quasi exclusivament cristiana i alguns autors esmenten l'església d'al-Khadra (unes ruïnes al sud de la ciutat porten aquest nom); altres llocs cristians eren el monestir Saaba a la riba oposada del riu, i el Dayr Mar Yuhanna. El gran santuari musulmà fou al-Arbain a poca distància de la ciutat vella en direcció oest, possiblement construït sobre una església o un lloc de culte cristià. La seva producció principal era la llana. Part dels dominis califals de l'Iraq sota els buwàyhides i després amb els seljúcides, Sàdaqa ibn Mansur, emir mazyàdida d'Hilla va ocupar Tikrit el 1106 però al cap de dos anys fou derrotat pel seljúcida Muhammad Tapar i la va perdre. La dinastia uqàylida es va apoderar de la ciutat el 1036. Toghrul Beg (1037-1063) va aprofitar la mort d'un emir per apoderar-se de Tikrit.
Al segle xii pertanyia als seljúcides i exercia el govern (delegat per l'amir seljúcida de l'Iraq, Bihruz) el kurd Xadhi ibn Marwan (avi de Saladí, nadiu de la rodalia de Dvin que s'havia traslladat a Tikrit) al que li fou donat el 1130; Nadj al-Din Ayyub (el pare de Saladí) va succeir al seu pare com a comandant de la fortalesa de Tikrit en una data a l'entorn del 1132. Poc després (vers 1132) Imad al-Din Zengi I va organitzar una expedició a Bagdad per donar suport a la candidatura al sultanat del seljúcida Massud ibn Muhàmmad ibn Màlik-Xah i li va sortir a l'encontre el general del califa, Karaja; es va lliurar batalla prop de Tikrit (2 de març del 1132) on Zengi fou derrotat i es va salvar mercès al fet que Ayyub li va oferir bots per creuar l'Eufrates (segons Enciclopèdia de l'Islam, pàgina 820, volum I, edició francesa) o el Tigris (segons Minorsky). Aquest ajut a Zengi no va afectar la seva posició a Tikrit, ja que Bihruz donava suport també a Massud. El 1133 Ayyub va refusar entregar l'exvisir al-Aziz que havia estat posat sota la seva custodia, fins que Bihruz va imposar la seva orde amb una visita a la fortalesa de Tekrit. El 1136 el seu germà Xírkuh (Shirkuh), futur origen de la grandesa de la dinastia aiúbida, va matar a Tikrit a un cristià amb el que s'havia barallat (el cristià estava maltractant a una dona) i els germans van haver de marxar a l'exili (1137 o 1138). Zayn al-Din Ali Kučuk ibn Begtegin, amir (oficial militar) turcman, lloctinent de Imad-ad-Din Zengi va rebre del seu senyor (vers 1137/1138) el govern dels territoris entre el Gran Zab i el país dels kurds humaydites (a Tikrit) i Hekkarites (a Shahrazur), amb seu a Irbil. Vers 1158/1159 el califa al-Muqtakfí va intentar per dues vegades apoderar-se de Tikrit, sense èxit, però va poder sotmetre Lihf. El 1168 l'emir begtegínida Zayn al-Din Ali Küçük va demanar retirar-se i va retornar al seu senyor totes les places que li havia cedit en feu (ikta) que garantien el pagament de les despeses del seu càrrec. No obstant l'amir Tahir, lloctinent de Zayn al-Din a Tikrit, va rebutjar entregar aquesta plaça però es va comprometre a restar fidel i per evitar una intervenció del califa, l'atabeg zengita va acceptar l'statu quo a Tikrit. El 1183/1184 es va sotmetre voluntàriament als aiúbides junt amb Irbil però fou entregada als abbàssides el 1190 per llegat del darrer emir begtegínida.
Al voltant de 1137/1138, Saladí el futur sultà aiúbida, va néixer a la ciutat; els seus nombrosos èxits inclouen defensar Egipte dels croats cristians i reconquerir Jerusalem el 1187. A la província moderna de la qual Tikrit és la capital, se li va donar el nom del sultà. Al segle xiii la ciutat, com bona part de l'Iraq, fou devastada per la invasió mongola, especialment sota Hulagu. No obstant, entre els segles xiii i xiv, és descrita com una gran ciutat. Al-Idrissí descriu el canal d'al-Djudayl que sortia del Tigris prop de Tikrit i arribava fins a Bagdad; les restes d'aquest canal (arranjat el 1654) encara es conserven.

### Edat moderna
A final del segle xiv fou devastada per Tamerlà; en aquest moment estava en poder d'una banda de bandits àrabs. Va restar una ciutat menor sense importància. Els cristians s'hi esmenten fins al segle xvii. Sota domini otomà fou un sandjak de l'eyalat de Rakka però després de les reformes del Tanzimat només va ser una nàhiya al kaza de Samarra, vilayat de Bagdad. Durant el segle xix la població mai va passar dels quatre o cinc mil habitants i els viatgers la descriuen com una població molt pobre; els habitants subsistien de la navegació de keleks.

### Segle XX
El setembre de 1917, les forces britàniques capturaven la ciutat durant el seu principal avenç contra l'Imperi Otomà durant la Primera Guerra Mundial. La rodalia fou teatre d'una batalla (novembre) abans de la retirada otomana cap al nord-oest empesos per les forces del general Maude. Les tropes britàniques i índies hi van construir una estació de tren de la ruta Bagdad-Samarra. En el regne de l'Iraq fou part de la governació o província de Samarra.
La ciutat és molt coneguda entre els occidentals per ser el lloc de naixement, el 1937, de Saddam Hussein, a qui freqüentment agradava comparar-se amb Saladí, malgrat el fet que aquest fos kurd. Molts membres superiors del govern iraquià durant el seu govern, procedien de la mateixa tribu Tikriti de Saddam, la tribu Al Bu Nasir, com els membres de la seva Guàrdia Republicana, principalment perquè Saddam aparentment sentia que podia confiar més en parents i aliats de la seva família que en altres. La dominació Tikriti del govern iraquià es convertia en un afer vergonyant per Hussein i, el 1977, abolia l'ús de cognoms en l'Iraq per amagar el fet que tants dels seus seguidors clau aguantessin el mateix cognom, al-Tikriti (com Saddam mateix). Saddam Hussein està enterrat prop de Tikrit en el seu poble de naixement d'Owja, després que fou penjant el 30 de desembre de 2006.

### Guerra de l'Iraq (2003)
En l'inici de la invasió americana de l'Iraq del 2003 molts observadors especulaven que Saddam tornaria a Tikrit com "el seu últim baluard". La ciutat fou sotmesa a un bombardeig aeri intens el qual es suposava que es llançava sobre les casernes de les tropes de la Guàrdia Republicana, l'elit de l'exèrcit de Saddam, fora de la ciutat. El 13 d'abril del 2003 uns quants milers de marines americans i alguns aliats, amb 300 vehicles blindats, convergien a la ciutat, trobant poca o cap resistència. Amb la caiguda de Tikrit, el Major General Stanley McCrhrystal considerava que les majors operacions de combat s'havien acabat.
Tanmateix, durant la subsegüent ocupació, Tikrit es va convertir en l'escena d'un cert nombre d'atacs insurgents en contra de les forces d'ocupació. Fou considerada generalment com el vèrtex nord de l'anomenat "Triangle sunnita" dins del qual la resistència nacional era més intensa. El juny de 2003, Abid Hamid Mahmud, el secretari presidencial de Saddam Hussein i l'as de diamants en la "Baralla" dels més buscats (unes cartes de pòquer en que cadascuna tenia el nom d'un líder del règim de Saddam buscat pels ocupants, amb els líders principals a les cartes més altes), era capturat en un atac conjunt per forces d'operacions especials i el 1r Batalló, 22è Regiment d'Infanteria de 1a Brigada, 4a Divisió d'infanteria.
Després de la caiguda de Bagdad, Saddam Hussein va fugir a la rodalia de Tikrit. Fou amagat per parents i seguidors per un període d'aproximadament sis mesos. Durant el seu període final amagat, va buscar refugi en un petit forat fora del poble d'al-Dawr, quinze quilòmetres al sud de Tikrit, a la riba oriental del Tigris, uns quants quilòmetres cap al sud-est de la seva vila natal d'al-Awja. Les missió que va aconseguir la captura de Saddam Hussein fou obra dels Equips de Combat de la 1a Brigada de la 4a Divisió d'Infanteria, manada per Colonel James Hickey de la 4a Divisió d'Infanteria. La captura fou el 13 de desembre de 2003 durant l'Operació Alba Roja.
El 22 de novembre de 2005, la 42è Divisió d'infanteria de la Guàrdia Nacional de Nova York va lliurar el control del complex de palaus de Saddam Hussein a Tikrit al governador de la província de Salah ad-Din, que representava al govern iraquià. El complex de palaus havia servit com a seu per la 4a Divisió d'Infanteria, la 1a Divisió d'Infanteria, i la 42a Divisió d'Infanteria dels Estats Units. El complex de palaus ara serveix de quarters per a la policia i l'exèrcit iraquià, incloent-hi les presons. Els militars dels Estats Units s'han traslladat a l'Aeròdrom d'al-Sahra, anomenat per ells COB Speicher, al nord-oest de Tikrit. El complex de palaus de Saddam Hussein incloïa el seu propi palau, un construït per a la seva mare i els seus fills i també un bonic llac artificial, completament envoltat amb una paret i torres. Alguns dependències interiors incloïen un lavabo d'or sòlid per a la seva mare i un espai de tortura per al seu fill. Els plans pels palaus quan foren retornats al govern iraquià, eren la seva conversió en ressorts de luxe exclusiu i exuberant, però al cap d'unes setmanes d'estar en mans dels iraquians els palaus havien estat arrasats i el seu contingut, (mobiliari, columnes, fins i tot les petites llums) fou robat i venut pels carrers de Tikrit; es deia que els lladres eren la mateixa policia iraquiana encarregada de protegir-lo.
El 402è Destacament d'Afers Civils de l'exèrcit americà, i el govern de la província Salah ad-Din, començaren els plans per millorar les condicions econòmiques locals. Un dels molts projectes que van posar en marxa fou la construcció d'una escola professional industrial a l'àrea de Tikrit. L'escola ensenya habilitats a la gent local en camps diferents de tecnologia, per ajudar a construir i millorar l'estabilitat econòmica de l'Iraq. L'escola educa homes i dones en camps laborals múltiples com la producció d'articles d'alta tecnologia, tecnologia de producció de plàstic, maçoneria, fusteria, manteniment d'equip de petroli i reparació, màquines de granja, reparació de vehicles de motor, etc.. Aquest centre d'ensenyament té un molí tèxtil on molts dels llicenciats treballen produint uniformes per contribuir al manteniment. El molí fou planificat per començar a produir i vendre productes en un any, amb els beneficis aplicats al finançament de l'escola que es va fer segons un model ideat per Corea del Sud i utilitzat també en una altra part de l'Iraq.
El 18 d'abril de 2010 dos caps de la resistència, Abu Ayyub al-Masri i Abu Abdullah al-Rashid al-Baghdadi foren mort en l'atac a un pis franc a uns 10 km de Tikrit.

## Clima
| Paràmetres climàtics mitjans de Tikrit, Iraq | Paràmetres climàtics mitjans de Tikrit, Iraq | Paràmetres climàtics mitjans de Tikrit, Iraq | Paràmetres climàtics mitjans de Tikrit, Iraq | Paràmetres climàtics mitjans de Tikrit, Iraq | Paràmetres climàtics mitjans de Tikrit, Iraq | Paràmetres climàtics mitjans de Tikrit, Iraq | Paràmetres climàtics mitjans de Tikrit, Iraq | Paràmetres climàtics mitjans de Tikrit, Iraq | Paràmetres climàtics mitjans de Tikrit, Iraq | Paràmetres climàtics mitjans de Tikrit, Iraq | Paràmetres climàtics mitjans de Tikrit, Iraq | Paràmetres climàtics mitjans de Tikrit, Iraq | Paràmetres climàtics mitjans de Tikrit, Iraq |
| Mes                                          | Gen.                                         | Feb.                                         | Mar.                                         | Abr.                                         | Mai.                                         | Jun.                                         | Jul.                                         | Ago.                                         | Set.                                         | Oct.                                         | Nov.                                         | Des.                                         | Anual                                        |
| -------------------------------------------- | -------------------------------------------- | -------------------------------------------- | -------------------------------------------- | -------------------------------------------- | -------------------------------------------- | -------------------------------------------- | -------------------------------------------- | -------------------------------------------- | -------------------------------------------- | -------------------------------------------- | -------------------------------------------- | -------------------------------------------- | -------------------------------------------- |
| Temperatura diària màxima °C (°F)            | 14 (57,2)                                    | 18 (64,4)                                    | 24 (75,2)                                    | 29 (84,2)                                    | 36 (96,8)                                    | 41 (105,8)                                   | 44 (111,2)                                   | 44 (111,2)                                   | 39 (102,2)                                   | 32 (89,6)                                    | 23 (73,4)                                    | 17 (62,6)                                    | 30 (86)                                      |
| Temperatura diària mínima °C (°F)            | 2 (35,6)                                     | 6 (42,8)                                     | 11 (51,8)                                    | 15 (59)                                      | 22 (71,6)                                    | 27 (80,6)                                    | 28 (82,4)                                    | 29 (84,2)                                    | 24 (75,2)                                    | 18 (64,4)                                    | 10 (50)                                      | 0 (32)                                       | 16 (60,8)                                    |
| Font:                                        |                                              |                                              |                                              |                                              |                                              |                                              |                                              |                                              |                                              |                                              |                                              |                                              |                                              |

## En la cultura popular
"El Palau de l'Aniversari", com fou anomenat per les tropes dels EUA, és el lloc de les famoses imatges de pel·lícula en què es veu a Saddam disparant amb un rifle a l'aire des d'un balcó que dona sobre les seves tropes. Es coneix ara com Palau Mahmud, anomenat per un oficial d'intel·ligència iraquià que fou mort quan un suicida disfressat d'oficial de l'exèrcit iraquià es va infiltrar al campament. És un palau petit utilitzat per Saddam i el seu règim per a desfilades i revisions de tropa. Està situat al nord-oest de Tikrit al Bulevard Saddam.

## Personatges
- Ciríac de Takrit, patriarca (793-817)
- Abu Zakkariyya Denha, filòsof i teòleg
- Yahya ibn Adi (+974), traductor del grec
- Saladí